# Processos morfogenètics
Els processos morfogenètics són els processos de meteorització, transport i acumulació de sediments responsables del modelatge del relleu d'una porció del territori. Es distingeixen a més entre processos dominants i processos auxiliars.
Al conjunt d'aquests processos de modelatge del relleu sotmesos als mateixos agents erosius i actuant amb modalitats idèntiques s'anomena sistema morfològic.